# Cliff Ronning
Clifford Ronning, född 1 oktober 1965 i Burnaby, British Columbia, är en kanadensisk före detta professionell ishockeyspelare. Ronning spelade i NHL åren 1986–2004 för St. Louis Blues, Vancouver Canucks, Phoenix Coyotes, Nashville Predators, Los Angeles Kings, Minnesota Wild och New York Islanders.

## NHL
Cliff Ronning valdes av St. Louis Blues som 134:e spelare totalt i NHL-draften 1984. Han debuterade för Blues i Stanley Cup-slutspelet 1986 där han gjorde ett mål och en assist på fem matcher.
5 mars 1991 bytte St. Louis Blues bort Ronning till Vancouver Canucks. I Canucks hade Ronning sina bästa år i NHL poängmässigt och skulle även nå Stanley Cup-finalen 1994 där laget föll i den sjunde och avgörande matchen mot New York Rangers.
1 juli 1996 skrev Ronning på för Phoenix Coyotes där han spelade i drygt två år. 31 oktober 1998 bytte Coyotes bort Ronning till Nashville Predators. I Predators hade Ronning två raka säsonger med 62 poäng innan han säsongen 2001–02 byttes bort till Los Angeles Kings. I kings tröja blev det 14 grundseriematcher och 4 slutspelsmatcher innan han skickades vidare till Minnesota Wild 22 juni 2002.
Ronning spelade 80 matcher för Minnesota Wild säsongen 2002–03 och gjorde 48 poäng. I slutspelet nådde Wild semifinal där laget förlorade mot Anaheim Ducks. 9 januari 2004 skrev Ronning på som free agent för New York Islanders där han spelade en halv säsong.
Totalt blev det 1137 matcher i NHL för Ronning och 869 poäng fördelat på 306 mål och 563 assist. I slutspelet gjorde han 29 mål och 57 assist för totalt 86 poäng på 126 matcher.

## Statistik
| 1983–84    | New Westminster Bruins | WHL        | 71   | 69  | 67  | 136 | 10  | 9   | 8  | 13 | 21 | 10 |
| 1984–85    | New Westminster Bruins | WHL        | 70   | 89  | 108 | 197 | 20  | 11  | 10 | 14 | 24 | 4  |
| 1985–86    | Kanada                 |            | 71   | 55  | 63  | 118 | 53  | —   | —  | —  | —  | —  |
| 1985–86    | St. Louis Blues        | NHL        | —    | —   | —   | —   | —   | 5   | 1  | 1  | 2  | 2  |
| 1986–87    | Kanada                 |            | 26   | 17  | 16  | 33  | 12  | —   | —  | —  | —  | —  |
| 1986–87    | St. Louis Blues        | NHL        | 42   | 11  | 14  | 25  | 6   | 4   | 0  | 1  | 1  | 0  |
| 1987–88    | St. Louis Blues        | NHL        | 26   | 5   | 8   | 13  | 12  | —   | —  | —  | —  | —  |
| 1988–89    | Peoria Rivermen        | IHL        | 12   | 11  | 20  | 31  | 8   | —   | —  | —  | —  | —  |
| 1988–89    | St. Louis Blues        | NHL        | 64   | 24  | 31  | 55  | 18  | 7   | 1  | 3  | 4  | 8  |
| 1989–90    | HC Asiago              | Serie A    | 42   | 74  | 61  | 135 | 29  | —   | —  | —  | —  | —  |
| 1990–91    | St. Louis Blues        | NHL        | 48   | 14  | 18  | 32  | 10  | —   | —  | —  | —  | —  |
| 1990–91    | Vancouver Canucks      | NHL        | 11   | 6   | 6   | 12  | 0   | 6   | 6  | 3  | 9  | 12 |
| 1991–92    | Vancouver Canucks      | NHL        | 80   | 24  | 47  | 71  | 42  | 13  | 8  | 5  | 13 | 6  |
| 1992–93    | Vancouver Canucks      | NHL        | 79   | 29  | 56  | 85  | 30  | 12  | 2  | 9  | 11 | 6  |
| 1993–94    | Vancouver Canucks      | NHL        | 76   | 25  | 43  | 68  | 42  | 24  | 5  | 10 | 15 | 16 |
| 1994–95    | Vancouver Canucks      | NHL        | 41   | 6   | 19  | 25  | 27  | 11  | 3  | 5  | 8  | 2  |
| 1995–96    | Vancouver Canucks      | NHL        | 79   | 22  | 45  | 67  | 42  | 6   | 0  | 2  | 2  | 6  |
| 1996–97    | Phoenix Coyotes        | NHL        | 69   | 19  | 32  | 51  | 26  | 7   | 0  | 7  | 7  | 12 |
| 1997–98    | Phoenix Coyotes        | NHL        | 80   | 11  | 44  | 55  | 36  | 6   | 1  | 3  | 4  | 4  |
| 1998–99    | Phoenix Coyotes        | NHL        | 7    | 2   | 5   | 7   | 2   | —   | —  | —  | —  | —  |
| 1998–99    | Nashville Predators    | NHL        | 72   | 18  | 35  | 53  | 40  | —   | —  | —  | —  | —  |
| 1999–00    | Nashville Predators    | NHL        | 82   | 26  | 36  | 62  | 34  | —   | —  | —  | —  | —  |
| 2000–01    | Nashville Predators    | NHL        | 80   | 19  | 43  | 62  | 28  | —   | —  | —  | —  | —  |
| 2001–02    | Nashville Predators    | NHL        | 67   | 18  | 31  | 49  | 24  | —   | —  | —  | —  | —  |
| 2001–02    | Los Angeles Kings      | NHL        | 14   | 1   | 4   | 5   | 8   | 4   | 0  | 1  | 1  | 2  |
| 2002–03    | Minnesota Wild         | NHL        | 80   | 17  | 31  | 48  | 24  | 17  | 2  | 7  | 9  | 4  |
| 2003–04    | New York Islanders     | NHL        | 40   | 9   | 15  | 24  | 2   | 4   | 0  | 0  | 0  | 0  |
| NHL totalt | NHL totalt             | NHL totalt | 1137 | 306 | 563 | 869 | 453 | 126 | 29 | 57 | 86 | 72 |